# アフリカのツメ
『アフリカのツメ』は、2004年4月8日から2005年3月31日まで日本テレビ系列で毎週木曜日の23:40 - 翌0:20（開始から半年間は23:40 - 翌0:10）に放送された、よみうりテレビ制作のシチュエーション・コメディ＆バラエティ番組である。
それまで夜は別バラ枠にて放送されていた『キスだけじゃイヤッ!』が月曜21時台に移動したことにより始まった番組で、琉球放送でも毎週金曜日深夜1:05 - 1:40に遅れネットで放送された。

## キャスト

### ホテル『フロッグイン』
- 大谷桃太郎 - 今田耕司
- 大谷風香 - 井川遥
- 今村一郎（チャッピー今村） - 大倉孝二
- 峰藤子 - 大島蓉子
- 須藤花音 - 加藤ローサ

### スナック『行き止まり』
- 荒井未来（ママ） - 広田レオナ
- 池谷綿八（バーテンダー） - 速水もこみち
- 幸（常連客） - 赤座美代子

### 小料理屋きむら
- 大将・木村 - 木村祐一

### その他
- 冬野ライオン - 佐野元春
- 大谷美智子 - 由紀さおり
- ノゲイラ - アントニオ・ホドリゴ・ノゲイラ
- ナレーター（2004年10月から、ゲスト出演歴あり） - コージー冨田

## 主なコーナー
- コメディ・フロッグイン
- ミッドナイトレイディオ（2004年10月よりケーブルテレビ番組FOUに変更）
- 小料理屋きむら（2004年10月から）

## エンディングテーマ
- 市川喜康「to myself」
- Fayray「feel」

## スタッフ
- チーフプロデューサー：武野一起、田中壽一（読売テレビ）
- プロデューサー：岡本浩一（読売テレビ）、阪口知里（吉本興業）、壁谷悌之（泉放送制作）
- 企画：高須光聖
- 総合演出：片山修
- ブレーン：山名宏和、高橋ナツコ、根本ノンジ、渡邊大輔、下田雄大
- 技術協力：ニユーテレス、ティ・エル・シー、砧スタジオ
- 美術協力：フジアール
- 制作プロダクション：泉放送制作、クロスブリード
- 制作協力：吉本興業
- 制作著作：よみうりテレビ

## DVD
- アフリカのツメ ファーストシーズン ベストセレクション（発売・販売: R and C, YRBE 60027）

| 日本テレビ系・読売テレビ制作 木曜23時台後半 （本番組のみ夜は別バラ→しんバラ木曜枠） | 日本テレビ系・読売テレビ制作 木曜23時台後半 （本番組のみ夜は別バラ→しんバラ木曜枠） | 日本テレビ系・読売テレビ制作 木曜23時台後半 （本番組のみ夜は別バラ→しんバラ木曜枠） |
| 前番組                                                                              | 番組名                                                                              | 次番組                                                                              |
| ----------------------------------------------------------------------------------- | ----------------------------------------------------------------------------------- | ----------------------------------------------------------------------------------- |
| NNNきょうの出来事&スポーツMAX ※23:24 - 翌0:25 【ここまで日本テレビ制作】            | アフリカのツメ （2004.4.8 - 2005.3.31） 【ここから読売テレビ制作】                  | 抱きしめたいっ! （2005.4.7 - 2006.3.30） ※同番組よりバリューナイト枠                |